# Església de Sant Ignasi de Loiola a Campo Marzio
L'església de Sant Ignasi de Loiola a Campo Marzio (italià: chiesa di Sant'Ignazio di Loyola a Campo Marzio; llatí: S. Ignatii de Loyola in Campo Martio) és una lloc de culte catòlic de Roma; d'estil barroc, és adjacent al Col·legi Romà, del qual era la capella universitària, fins que aquest es traslladà al 1584 a un edifici major i va ser rebatejat com a Pontifícia Universitat Gregoriana. La façana principal dona a la piazza Sant'Ignazio. És una església titular, de rang diaconal. Està dedicada a sant Ignasi de Loiola, fundador de la Companyia de Jesús.

## Història

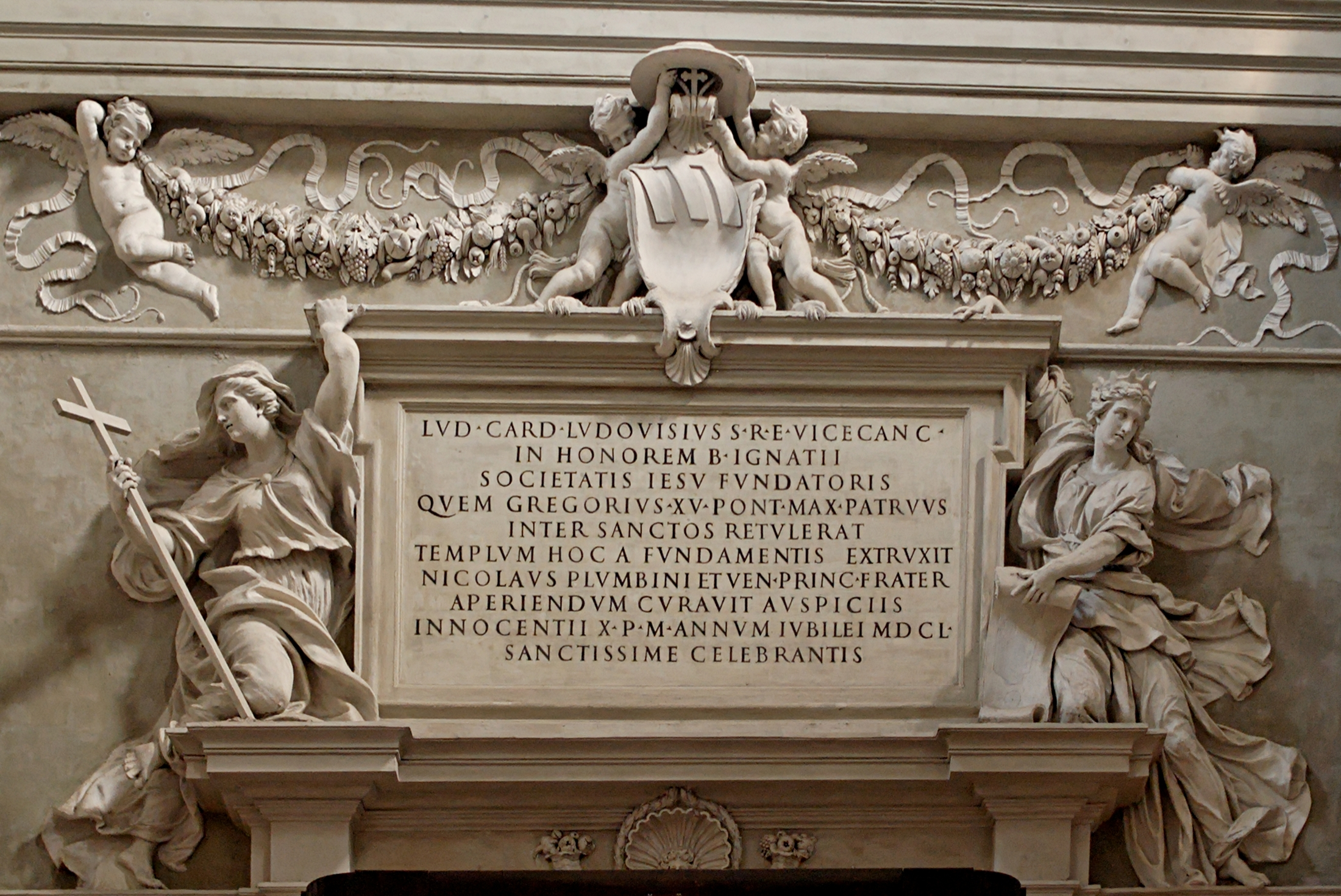
L'inscrició de dedicació a sant Ignasi

El Col·legi Romà va obrir molt humilment el 1551, amb una inscripció sobre la porta resumint el seu simple propòsit simple: «Escola de Gramàtica, Humanitats i Doctrina Cristiana. Gratuït». Plagat de problemes financers en els primers anys, el Col·legi Romà va tenir diversos centres provisionals. En 1560, Vittoria della Tolfa, marquesa della Valle, va donar la seva isola famíliar, tota una illa de la ciutat i els seus edificis existents, a la Companyia de Jesús en memòria del seu difunt marit el marquès de la Guàrdia Camillo Orsini, fundant el Col·legi Romà. Prèviament, la marquesa havia previst donar-ho a les clarisses per a la fundació d'un monestir. Les monges ja havien començat a construir el que s'havia destinat a convertir-se en l'Església de Santa Maria della Nunziata, erigit sobre el lloc on havia estat el temple d'Isis.
Tot i que els jesuïtes van aconseguir els terrenys de la marquesa, no van rebre cap diners d'ella per a completar l'església. Les restriccions pressupostàries els van obligar a contractar al seu propi arquitecte. La construcció de l'església va ser presa per l'arquitecte jesuïta Giovanni Tristano. Construït íntegrament per la feina dels jesuïtes, l'església de l'Anunciació va ser utilitzada per primera vegada per al culte en 1567. Una església de tres naus dedicada a la Santíssima Anunciació va ser construïda pel Col·legi Romà entre 1562 i 1567 sobre els fonaments de construccions preexistents. Com que l'església anterior ja s'havia construït a l'altura de la planta baixa en 1555, no hi havia manera pels jesuïtes per expandir l'estructura per contenir el creixent nombre d'estudiants del Col·legi Romà. La façana era molt similar a la de l'església contemporània de Sant'Andrea al Quirinale, que també va ser dissenyada per Giovanni Tristano. D'acord amb els desitjos de la marquesa, la façana mostrava amb orgull l'escut dels Orsini. L'església de l'Anunciació es va ampliar en 1580, quan el Papa Gregori XIII va expandir el propi Col·legi Romà, especialment les capelles laterals.
L'antiga església es va fer insuficient per als més de 2.000 estudiants de molts països que assistien a la universitat a principis del segle xvii. El Papa Gregori XV, que era un antic alumne del Col·legi Romà, estava fortament unit a l'església. Després de la canonització d'Ignasi de Loiola el 1622, va suggerir al seu nebot, el cardenal Ludovico Ludovisi, que hauria d'erigir-se una nova església dedicada al fundador dels jesuïtes en la mateixa universitat. El jove cardenal va acceptar la idea, va demanar a diversos arquitectes que dibuixessin els plànols, entre ells Carlo Maderno, Domenichino, Girolamo Rainaldi i Alessandro Algardi (a aquest se li encarregà la façana majestuosa) Ludovisi finalment va triar els plans elaborats pel matemàtic jesuïta Orazio Grassi, professor al propi Col·legi Romà.
La devoció del cardenal Ludovisi la companyia es remuntava als anys de l'escola, i que volia que l'edifici, per la qual cosa abocà immediatament 100.000 escuts, «... perquè l'amplitud i la bellesa fossin inferior a pocs.» Però el seu primer moviment no va tenir èxit; el projecte tocava a una zona propera al noviciat de Sant Andreu i el Papa es va oposar immediatament que l'altura del nou edifici li hauria impedit la vista del Quirinale. El cardenal havia desplaçant amb això la bona comunicació del Col·legi Romà, la institució dels jesuïtes a Roma. Des de llavors van ser els mateixos jesuïtes els qui li crearien les dificultats.
Les condicions jesuïtes havien canviat molt des dels dies en què havia hagut d'acceptar passivament el que disposa el poderós cardenal Farnese, i el mateix cardenal Ludovisi havia deixat clar que la seva admiració pels jesuïtes era deguda, almenys en part, al «poder i autoritat que tenen amb gairebé tots Prínceps». Ara li tocava a ell personalment mesurar-se davant d'aquest poder, encara que el seu treball en aquest sentit sembla una mica fosc, de les il·lusions vagues d'autors contemporanis. Totes les fonts coincideixen que el cardenal Ludovisi va anunciar un concurs per al nomenament d'arquitecte, i que entre els que presentaren els dissenys estava també el Domenichino, el seu protegit especial: en aquest punt comença el misteri. Estranyament reticent és el Passeri, un gran amic de l'artista: «Domenico, entre d'altres, es va mostrar d'acord a concursar; però Déu sap el que ha de passar al final, i per això és superflu parlar-ne.» Molt més explícita és en canvi Bellori. Diu que Domenico executà diversos dissenys per al cardenal Ludovisi, però més tard va anar a veure els jesuïtes ... «i li va dir que no; perquè volien continuar amb la forma de la seva església del Gesù, igual que la primera, i la més bella, que va ser posada com a exemple; el Domenico va respondre havien dos models, i que ell havia proposat el segon; però tot va ser en va.» Finalment se li va donar la tasca al pare jesuïta Orazio Grassi, arquitecte, matemàtic i astrònom, famós per ser adversari de Galileo Galilei. Una nota del segle xviii ens diu que Domenichino es va retirar enfadat per tot l'assumpte, quan Grassi va combinar els dos dibuixos que havia presentat, i que havia estat fortament censurat pels jesuïtes. Les fonts jesuïtes, per contra, no fan cap esment de Domenichino, excepte per dir que va ser el cardenal Ludovisi qui va triar el disseny de Grassi entre tots els presentats a aquesta. Evidentment, la pressió va haver de ser molt forta. Com Ludovisi contínua, durant els pocs anys de vida que es va mantenir, a interessar-se en la construcció, insistint que de fet es va nomenar una comissió d'arquitectes, entre ells el pintor Domenichino i Carlo Maderno, amb el mandat d'examinar de prop els projectes de Grassi, els fets suggereixen que ell no exercí cap control real, el que limita la seva activitat a la funció de prestador: un dels seus últims actes abans de la seva mort, va ser deixar a la Companyia una suma addicional de 100.000 ducats.
La primera pedra no es va col·locar fins al 2 d'agost de 1626, quatre anys més tard, un retard que va ser causat pel fet que una part dels edificis pertanyents al Col·legi Romà van haver de ser enderrocats. L'antiga església va ser demolida eventualment en 1650 per donar pas a la gran església de Sant Ignasi de Loiola, que es va iniciar en 1626 i no va acabar només que fins a finals del segle. En un fort contrast amb l'església de l'Anunciació, que ocupava només una petita secció del Col·legi Romà, l'Església de Sant Ignasi de Loiola va prendre una quarta part de tot el bloc quan es va completar.
El nou edifici havia de servir als estudiants del Col·legi Romà, i no per al culte públic, de manera que la decoració de les capelles laterals no podia ser confiada a les famílies nobles romanes, pel que es van ocupar de la tasca els propis jesuïtes. Sent aquest el cas, calia economitzar i la Companyia va pensar que així seguir la política habitual en circumstàncies similars, recorrent a un del seu propi membre: Pierre de Lattre, de St.Omer, va entrar al noviciat de Sant Andreu el 1626. Va realitzar totes les pintures d'aquesta època que es podien veure a l'església i en la sagristia de l'església. Amb frescos del sostre de la sagristia, completat sis pintures de les capelles laterals i executat en la pintura il·lusionista absis de l'altar falsa a la paret interior. Pel poc que queda del seu treball no és difícil veure que era un artista totalment insignificant.
En 1640, el temple estava encara sense acabar; tot i que se celebrà una eucaristia amb motiu del centenari de la fundació de la Companyia de Jesús en una església a mig construir, amb un sostre provisional. Una vegada més, els jesuïtes es van veure superat pels seus rivals, els felipons, que estaven realitzant dues obres molt importants per al posterior desenvolupament de l'art barroc, un fresc de Pietro dona Cortona sobre el sostre de la sagristia de la seva església i un edifici de Borromini destinat a la funció de biblioteca i de sala de concerts de música religiosa, per la qual eren tan famosos.
Per tot això, Grassi va ser el director del projecte durant molt de temps. En el procés de construcció de l'església es plantejaren dos problemes que van fer modificar el projecte original de Grassi: el primer era la façana, modificant-se el segon pis i adaptant-se a l'alçada més baixa de les naus laterals, fent-se servir amb aquesta finalitat unes elegants volutes. L'altre greu problema que es plantejà va ser la construcció de la cúpula. L'espai era massa ampli i la comissió d'arquitectes reunida per a buscar una solució no trobà l'adequada, ni tan sols la proposada per Grassi, i que a més s'adaptés a la nova retallada pressupostària feta per Ludovisi. Grassi va morir sense trobar la solució, i va ser reemplaçat per un altre jesuïta, Sasso, que va continuar l'obra, tot i que amb algunes modificacions en el disseny original. La solució més senzilla i alhora més genial va venir de la mà d'un altre jesuïta, Andrea Pozzo en 1685, qui realitzà una falsa cúpula pintada sobre tela.
L'església es va obrir al culte públic en 1650, en ocasió del Jubileu de l'1650. La solemne consagració final de l'església no es va celebrar fins al 1722, pel cardenal Antonfelice Zondadari. L'entrada de l'església donava ala plaça rococó de Sant Ignasi, planejada per l'arquitecte Filippo Raguzzini.

## Descripció arquitectònica i iconogràfica

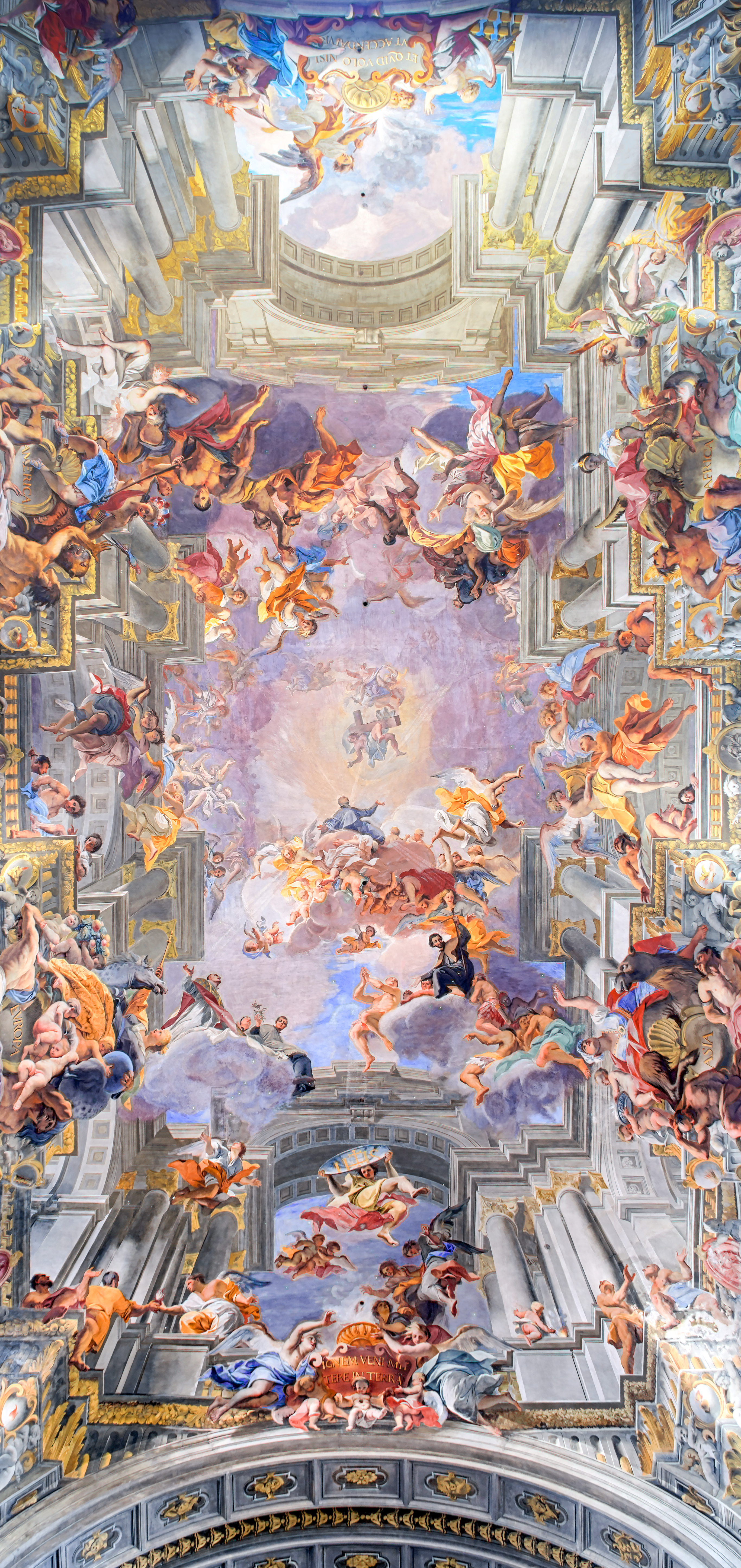
Fresc del sostre de la nau.

### General
L'interior segueix el model de l'església del Gesù (acabada a finals del segle xvi): una gran sala que té tres capelles a cada lateral, més un creuer formant una creu llatina. Les capelles tenen totes un sostre pla, a excepció de les del presbiteri que són ovals.
L'ordre imponent de columnes corínties que envolten tot l'interior, l'enfocament teatral de l'altar major en la part posterior de l'ampli absis oriental, els marbres de colors de l'església, estucs animats de figures en relleu, altars ricament ornamentats, un daurat extensiva, i unes pintures en trompe-l'œil fosc a la "cúpula" en la seva travessia i en el sostre de la nau produeixen un sumptuós efecte festiu. Els fons per construir una cúpula eren escassos i, per tant, es contractà un pintor perquè pintés la il·lusió d'una cúpula va ser contractat. L'església escenifica el triomf del seu dedicatari de la manera més eficaç.
La paret oest de la nau té un grup escultòric que representa "Magnificència i Religió" (1650), obra d'Alessandro Algardi. Algardi també va ajudar a dissenyar els alts relleus en estuc que hi ha a les dues parets laterals de la nau just per sobre de les entrades a les capelles i sota el grandiós entaulament de la nau.
Altres obres d'art a l'església inclouen una enorme estàtua d'estuc de Sant Ignasi feta per Camillo Rusconi (1728).

### Volta
Andrea Pozzo, un jesuïta llec, va pintar el grandiós fresc que s'estén a través del sostre de la nau (després de 1685). Té com a títol «El paper de Sant Ignasi en l'expansió del Nom de Déu pel món»; i celebra l'obra de Sant Ignasi i la Companyia de Jesús al món presentant la benvinguda del sant al Paradís per Crist i la Mare de Déu i envoltat de representacions al·legòriques dels quatre continents. Pozzo va treballar per obrir, fins i tot dissolvent il·lusòriament la superfície real de la volta de canó de la nau, organitzant una projecció de perspectiva per fer que l'observador vegi una cúpula enorme i elevada (d'una espècie), oberta al cel brillant i plena de figures flotants. Un disc de marbre fixat en el centre de la nau marca el lloc ideal de partida observadors podrien capaços d'experimentar completament la il·lusió.
El mateix artista descriu la iconografia: imatges relacionades amb el foc i la llum es repeteixen per tota l'església; ja sigui en forma de torxes o fletxes de foc, sostingudes per àngels en els diversos frescs del temple, inclosa la sagristia. El motiu que s'associa a la iconografia d'Ignasi el foc i la llum està inspirat en l'evangeli de Lluc, capítol 12, verset 49:«He vingut a calar foc a la terra, i com voldria que ja estigués encesa!», paraules de Jesús que Ignasi i la Companyia estan decidits a portar a terme.
Als quatre extrems de la volta apareixen les figures simbòliques dels quatre continents: Europa apareix representada com una matrona sobre un cavall. Dalt del cel pintat apareixen sants Lluís Gonzaga i Francesc de Borja i el beat Estanislau Kostka, que es dirigeixen cap al Cel. La figura d'Àsia està asseguda sobre un camell, i sant Francesc Xavier condueix les ànimes dels asiàtics a la Glòria. La figura d'Àfrica és una dona de faccions àrabs, asseguda damunt d'un cocodril i amb un ullal d'elefant a la mà, acompanyada per diversos missioners jesuïtes que desenvoluparen la seva tasca a l'Àfrica. Finalment, la figura d'Amèrica, representada per una dona vestida amb robes índies i que a la mà porta una llança amb la que fereix els gegants; al seu darrere hi ha un àngel blanc amb una flama que simbolitza l'expansió dels jesuïtes per Amèrica mitjançant les reduccions.
Un segon marcador al terra de la nau més a l'est proporciona del punt de vista ideal per a la pintura de l'artifici sobre tela que cobreix el creuer i representa un dom alt, acanalat i enteixinat. La cúpula que hom espera veure aquí mai no va ser construïda i, en el seu lloc, en 1685, Andrea Pozzo realitzà una pintura sobre tela amb una projecció en perspectiva d'una cúpula. Destruïda el 1891, la pintura va ser substituïda posteriorment.

### La volta del creuer
La volta pot contemplar-se plenament des del segon cercle groc que hi ha a la nau central. Els faristols també van ser pintats per Pozzo i són figures que l'Antic Testament que van vèncer els enemics del poble de Déu. Són Jael, Samsó, David i Judit. La volta sembla normal vista des d'un punt de l'església, però quan hom s'apropa, es nota que el forat de la cúpula no es mou com hauria. En apropar-se es veu que la cúpula està pintada sobre un sostre pla.

### Capelles laterals – costat de l'Espístola
Capella de Sant CristòfonUn quadre a l'altar, on apareix la Mare de Déu amb el nen, davant els quals es troben sant Estanislau Kostka i sant Francesco Regis. El llenç és anònim, i és posterior a 1737.
Capella de Sant JosepAcí es trobava abans de la construcció de l'església la cambra on va morir sant Lluís Gonzaga. Quan es construí la nova església es pensà en dedicar-li la capella. Però finalment el cos es traslladà al transsepte, i la capella es dedicà a l'advocació de Sant Josep, el sant protector del cardenal Giuseppe Sacripante, qui adquirí el nou patronatge de la capella. L'arquitecte va ser Incola Michetti (1675-1758), seguint un projecte de Rainaldi. La pintura central representa la mort de sant Josep i va ser realitzada per Francesco Trevisani. A la dreta, sobre el passatge a la primera capella, es torba un quadre representant la darrera comunió de sant Lluís Gonzaga, de mans de Robert Bellarmino. Giuseppe Chiari és l'autor del llenç amb els estigmes de santa Llucia de Narni. Els frescs de la cúpula són obra de Luigi Garzi i representen la Glòria de sant Josep. També ho són les pintures de les petxines amb quatre passatges de la vida de sant Josep. La capella s'obrí, inspirant-se en les obres de Bernini, de manera que la llum pogués il·luminar l'ànima de sant Josep.
Capella de Sant JoaquimLa peça de l'altar és una obra de Stephano Pozzi (1708-1778) on apareix sant Joaquim presentant la seva filla al Temple. Les llunetes laterals, alhora, presenten passatges de la vida del sant. Actualment a aquesta capella reposen les restes de sant Robert Bellarmino, que van ser traslladats aquí a inicis del segle xx. El seu rostre i les seves mans estan cobertes de plata, i va ser revestit amb les robes cardenalícies.
Creuer – Capella de Sant LluísDissenyada per Pozzo en la part arquitectònica, mentre que l'escultòrica va ser obra de Pierre Le Gros. Al centre hi ha representat sant Lluís Gonzaga en actitud d'oració, envoltat d'àngels que celebren la seva santedat i el coronen com a tal. Sota l'altar apareixen dos àngels: un juga amb el globus terraqüi, fet en lapislàzuli; mentre que l'altre porta símbols de penitència i d'innocència. Els dos àngels que apareixen a la balaustrada són obra de Bernardino Ludovisi (1713-1749) A la capella també es troba "La glòria del beat Lluís segons la visió de Magdalena", de Pazzi.

### Absis
Pozzo també va pintar els frescos a l'absis oriental que representen la vida i l'apoteosi de Sant Ignasi. El "setge de Pamplona" en el panell de l'esquerra commemora la ferida d'Ignasi, que el va conduir a la convalescència que va transformar la seva vida. El panell sobre l'altar major, "Visió de Sant Ignasi a la Capella de La Storta", recorda la visió que va donar el sant de la seva vocació divina: Sant Ignasi tenia desigs d'anar a Terra Santa, però no hi va poder anar en posar-se a disposició del Papa. Desconsolat, entrà a resar a la capella de La Sortta, on se li aparegueren el Pare i el Fill, que convidaren Ignasi a posar-se al seu servei.
A l'esquerra es pot veure "Sant Ignasi envia Sant Francesc Xavier a l'Índia" recorda l'agressiva treball missioner jesuïta en països estrangers, i, finalment, a la dreta, "Sant Ignasi rep a sant Francesc de Borja" recorda el reclutament del noble espanyol que es convertiria en general de la Companyia dels Jesuïtes. Pozzo també és responsable del fresca a la petxina que representa a "Sant Ignasi curant el pestilent".

### Capelles laterals – costat de l'Evangeli
Capella de Sant GregoriEl retaule é sobre de Pierre de Lattre, i representa a sant Gregori el Gran i a sant Gregori de Nazianz, en memòria dels dos Papes que van fundar el Col·legi Romà (Gregori XIII) i aixecaren l'església (Gregori XV).
Capella de Sant FrancescEl quadre de l'altar representa a sant Francesc Xavier i el beat Francesc de Borja, obra de De Lattre
Capella del CrucifixDedicada al crucifix (segle XVII) i al Sagrat Cor de Jesús.
Creuer – Capella de l'AnunciacióAquesta capella va ser dedicada a l'Anunciació, per donar continuïtat a la devoció que s'havia establert als inicis del Col·legi Romà. Al 1749 es decidí aixecar un altar paral·lel al de sant Lluís. El retaule de marbre va ser realitzat per Filippo Valle i representa la Mare de Déu en oració, davant la qual descendeix un àngel. Les figures sobre el timpà simbolitzen el rebuig del pecat i la glòria de Maria, i són obres de Pietro Bracci. Les pintures de les llunetes són obra de Pozzo i de Ludovico Mazzanti.
Sota l'altar es posaren les restes de sant Jan Berchmans el 1865. Dos àngels de marbre sostenen els símbols que caracteritzaren la seva vida: un crucifix, un rosari, un lliri (símbol de puresa) i un foli amb el vot a favor de la Immaculada Concepció.

## Tombes i relíquies
- L'altar de Sant Jan Berchmans, al transsepte esquerre, conté les relíquies del sant.
- L'altar de Sant Lluís Gonzaga, al transsepte dret, conté les relíquies del sant. El revestiment de marbre de Pierre Le Gros en un disseny per Andrea Pozzo.
- L'altar de Sant Robert Bellarmino, en una recta capelles, conté relíquies del sant.

## El títol cardenalici
Sant'Ignazio di Loyola a Campo Marzio és una diaconia instituïda pel Papa Joan Pau II el 1991

### Titulars
- Paolo Dezza, S.J. (28 de juny de 1991 - 17 de desembre de 1999 mort)
- Roberto Tucci, S.J. (21 de febrer de 2001 - 21 de febrer de 2011); títol pro illa vice (21 de febrer de 2011 - 14 d'abril de 2015 mort)
- Lluís Francesc Ladaria Ferrer, S.J. (28 de juny de 2018)

## Imatges

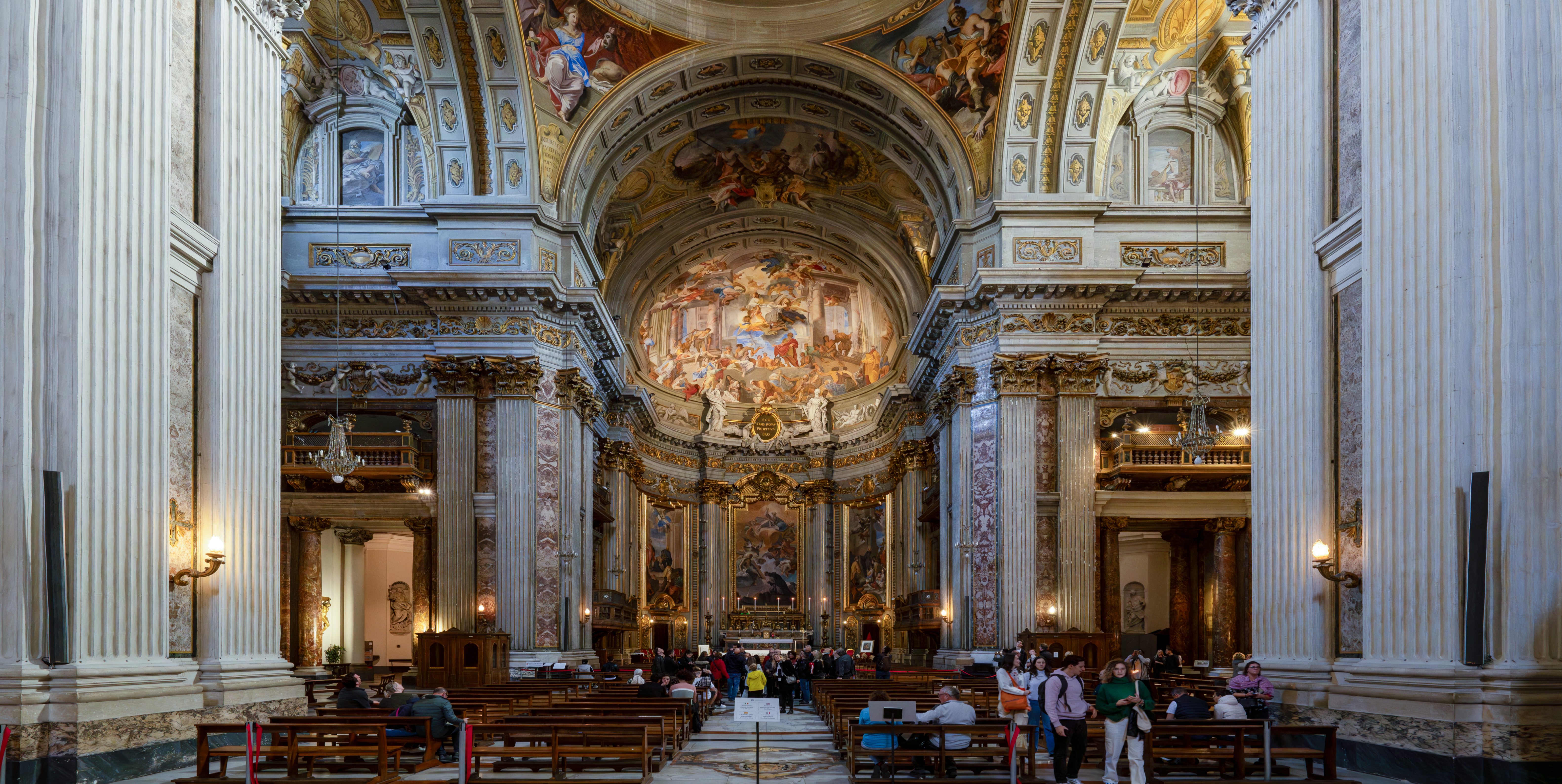
Interior
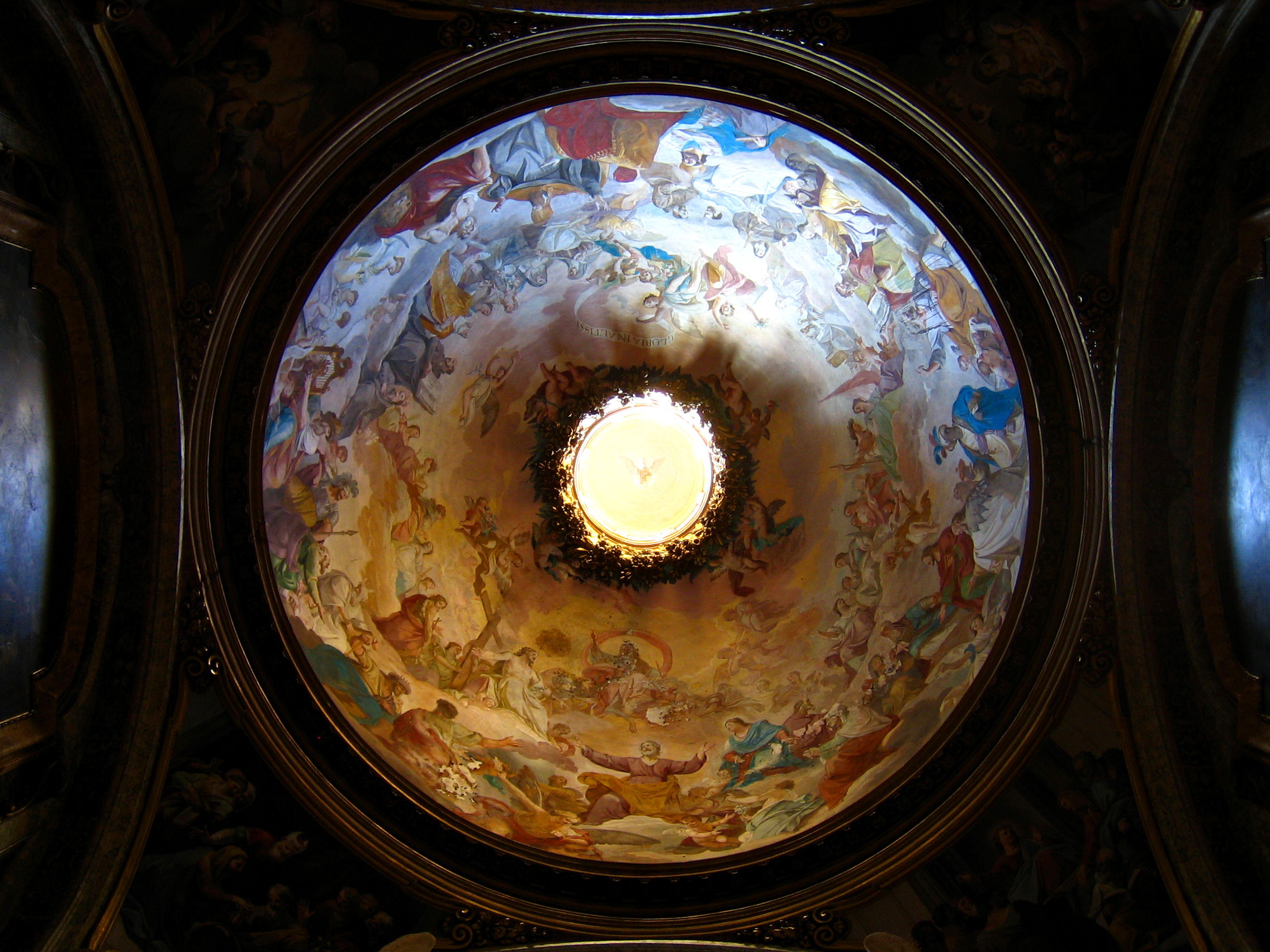
Volta de la capella de Bellarmino
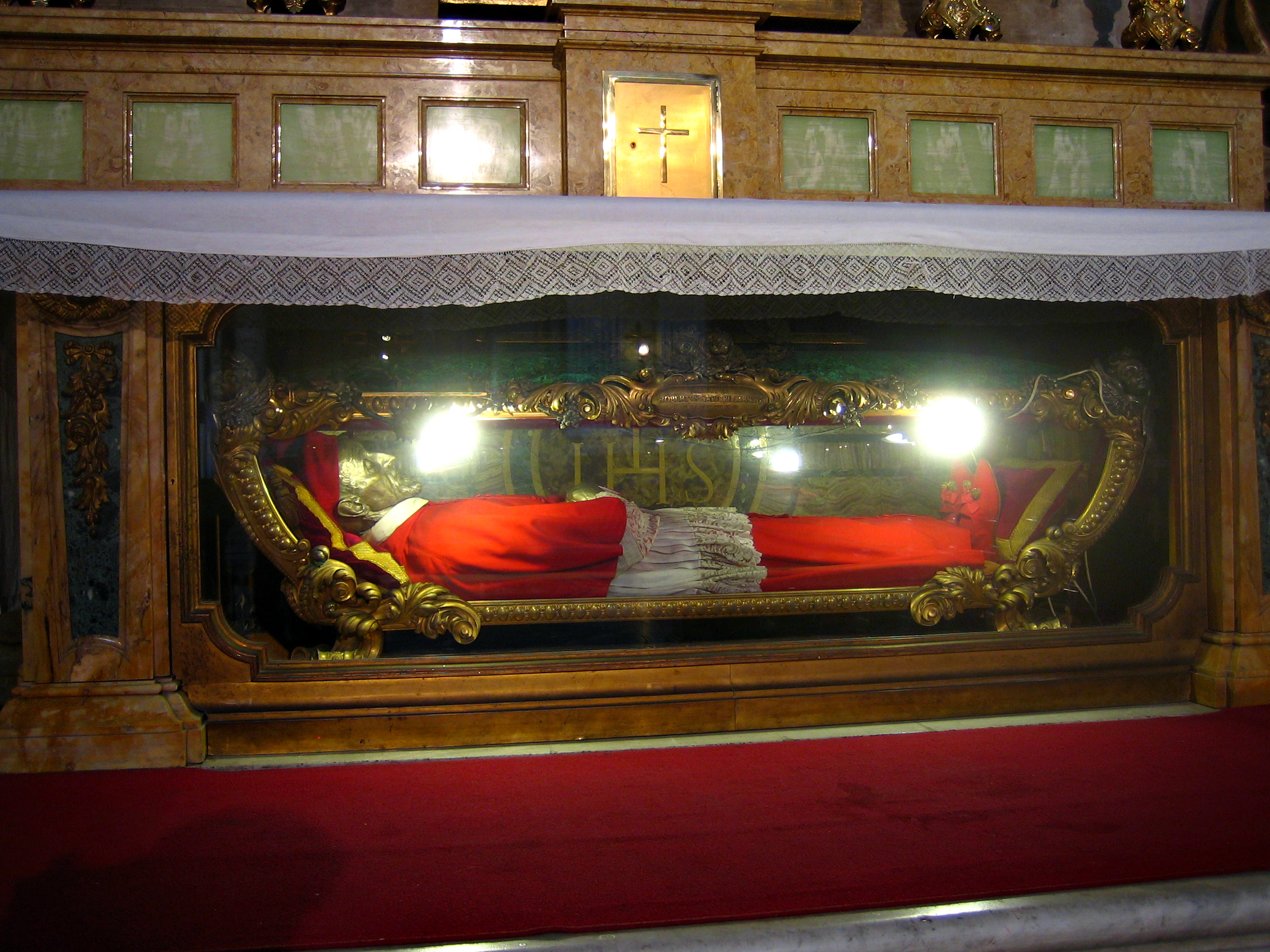
Tomba de sant Carles Borromeu
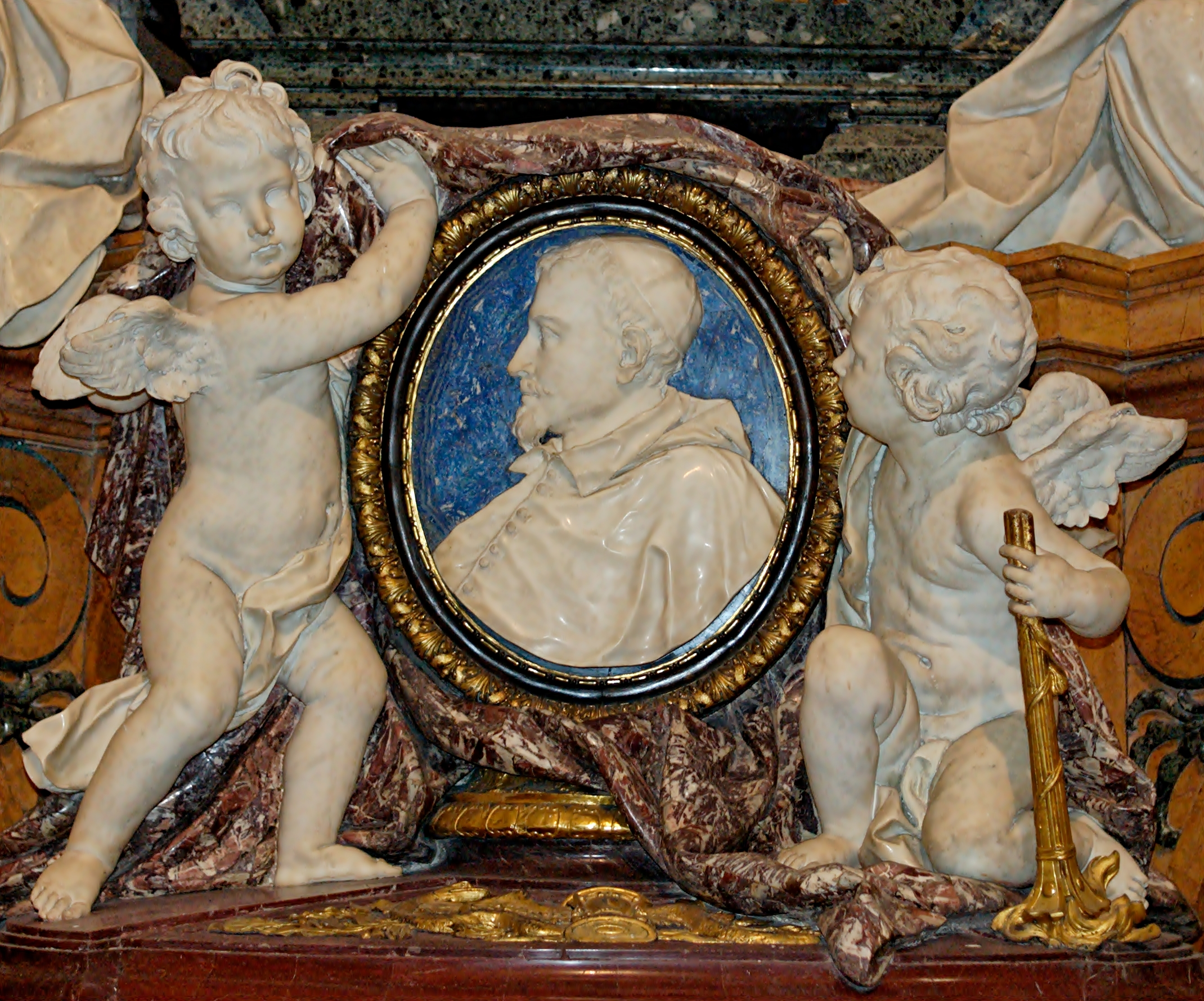
Medalló de Ludovico Ludovisi
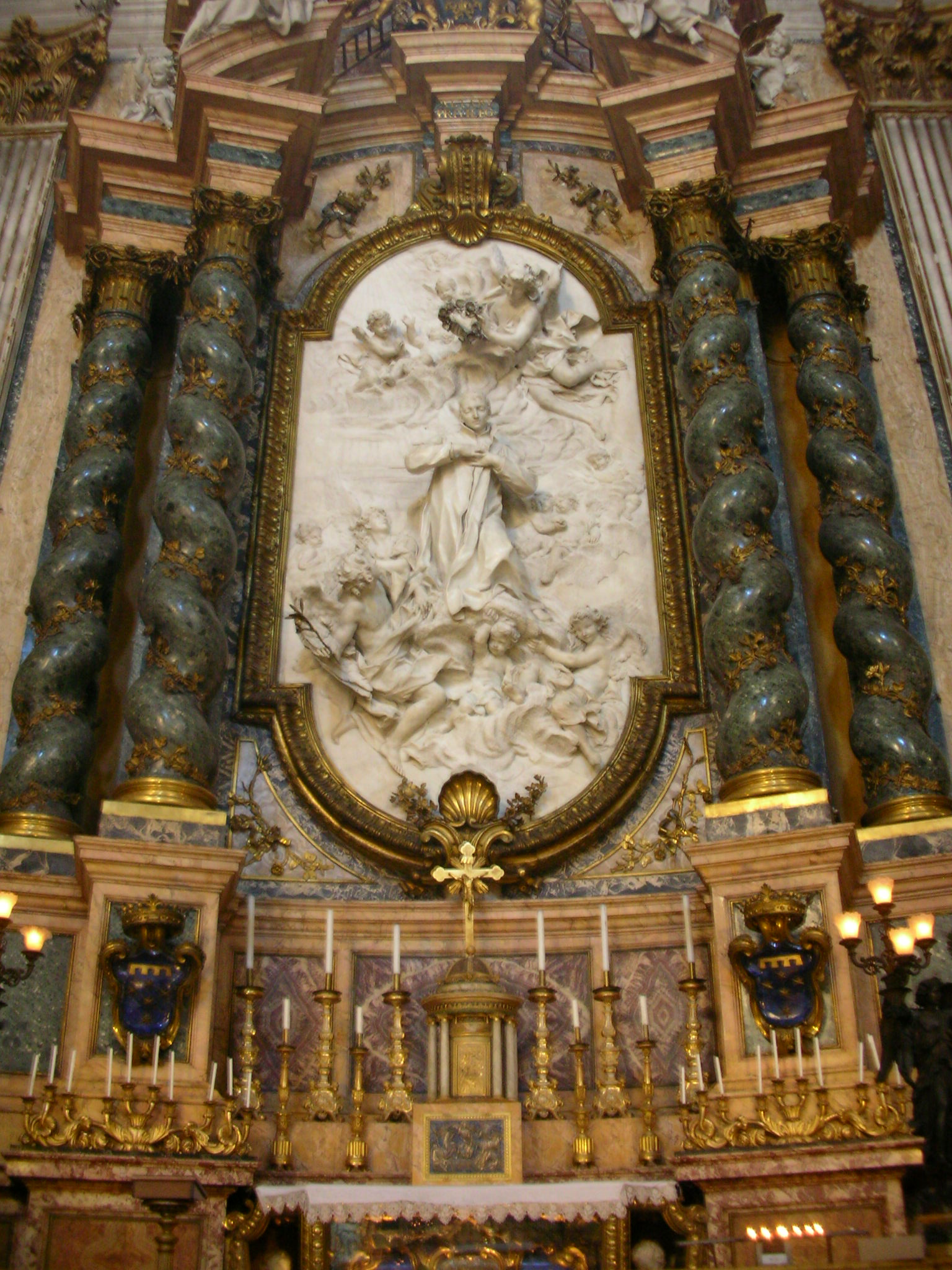
Glòria de sant Lluís Gonzaga (1698) per Legros
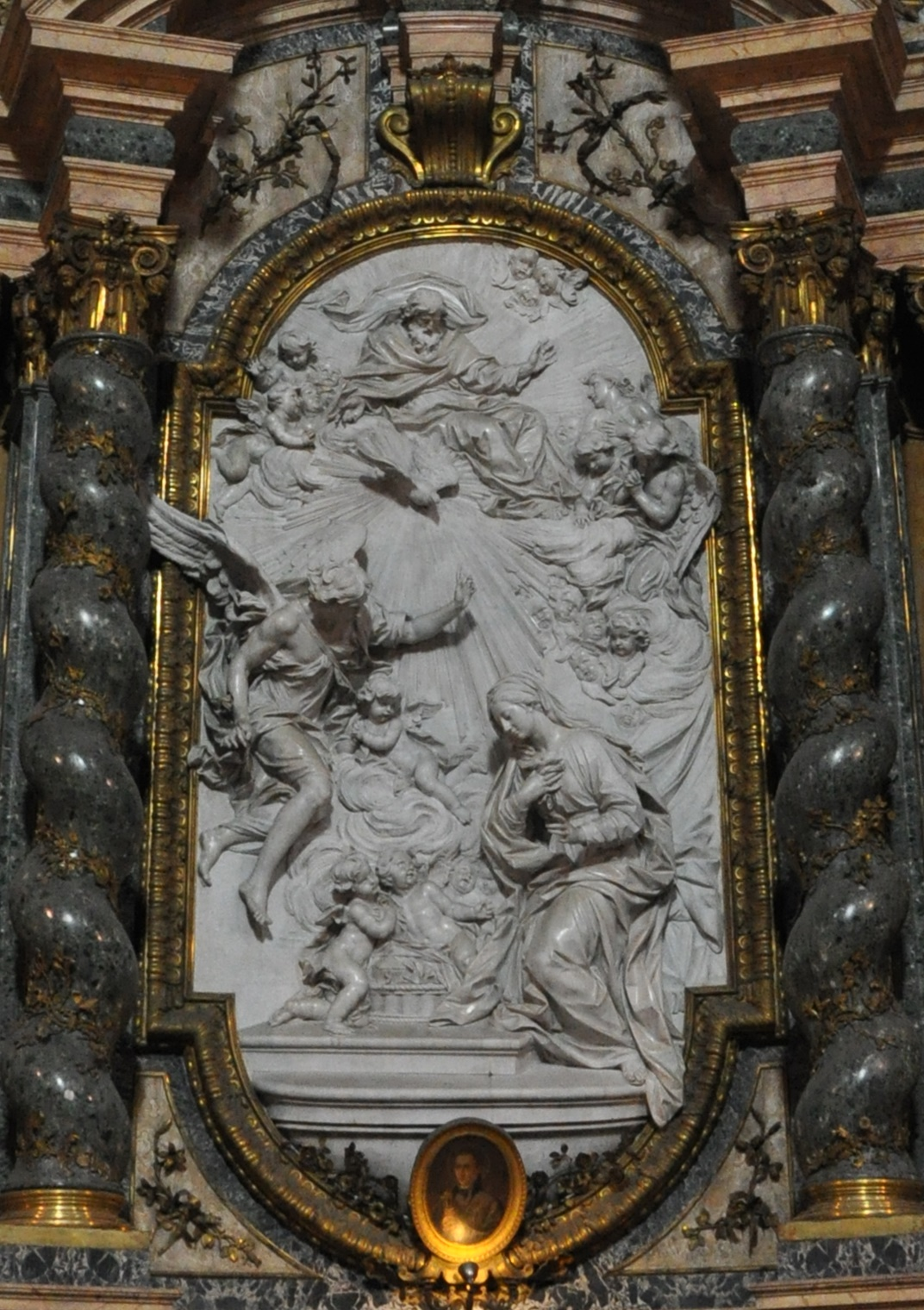
Annunciació (1750) per Della Valle
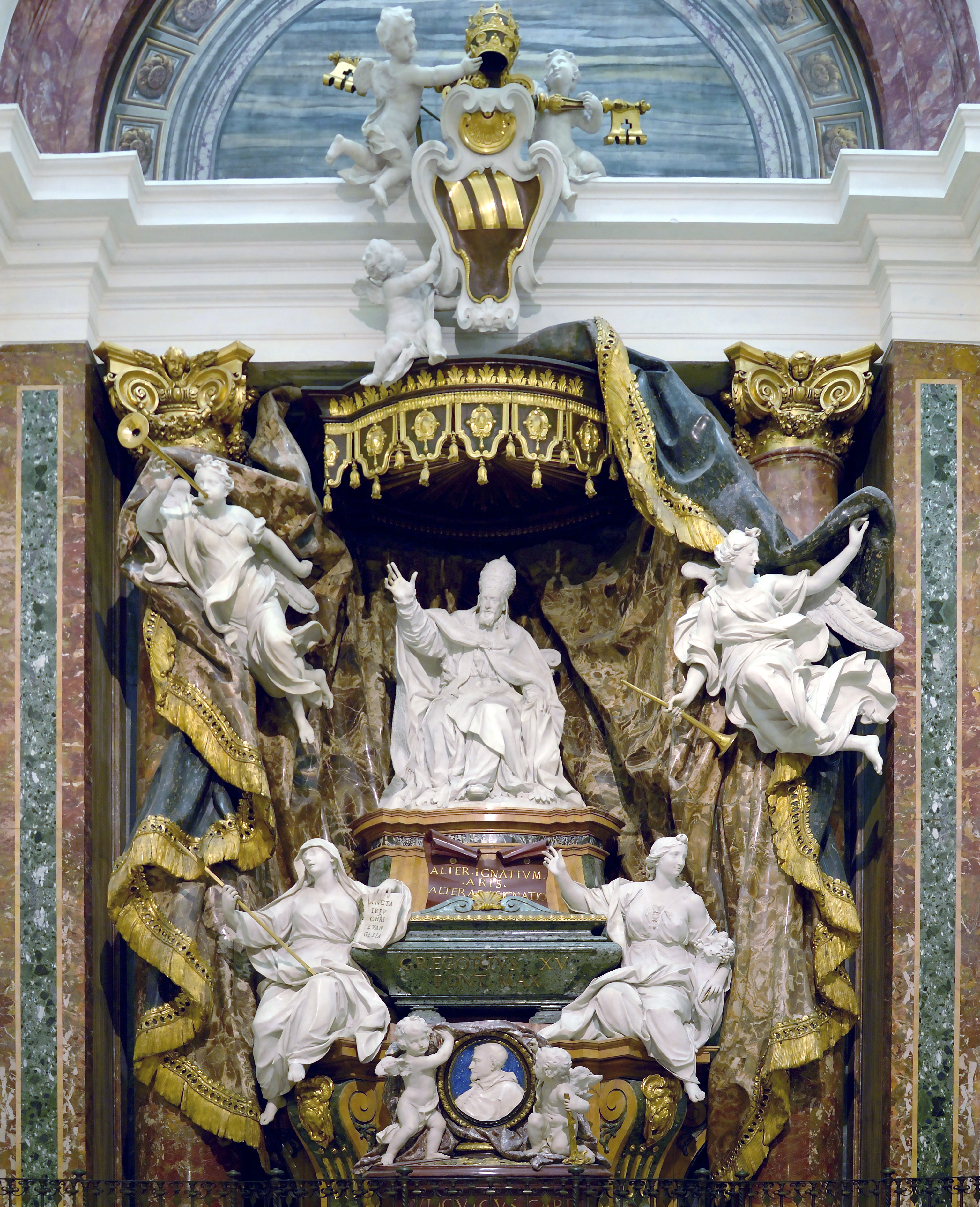
Tomba del Papa Gregori XV (1697) per Monnot